# Braunschweigs voetbalkampioenschap 1918/19
In 1918/19 werd het dertiende Braunschweigs voetbalkampioenschap gespeeld, dat georganiseerd werd door de Noord-Duitse voetbalbond. Eintracht Braunschweig werd kampioen en plaatste zich voor de Noord-Duitse eindronde. De club verloor van Borussia 04 Harburg met 4-2. Inmiddels had werd er geprotesteerd tegen de competitie omdat Eintracht niet-speelgerechtigde spelers had ingezet. VfB kreeg de titel alsnog toegewezen en omdat de eindronde nog maar pas begonnen was konden ze nog aantreden in de kwartfinale, waar ze verloren van FC Eintracht Hannover.
De uitslagen van de competitie zijn niet meer bekend. VfB 04 Braunschweig was een fusie tussen FC Sportfreunde en SV 07 Braunschweig, die beiden nog het seizoen begonnen. 

## Eindstand
| Plaats | Club                         | Wed. | W | G | V | Saldo | Ptn |
| ------ | ---------------------------- | ---- | - | - | - | ----- | --- |
| 1.     | VfB 04 Braunschweig          |      |   |   |   |       |     |
| 2.     | FC Eintracht Braunschweig    |      |   |   |   |       |     |
| 3.     | MTV 1847 Braunschweig        |      |   |   |   |       |     |
| 4.     | SC Acosta 06 Braunschweig    |      |   |   |   |       |     |
| 5.     | FV Germania Braunschweig     |      |   |   |   |       |     |
| 6.     | FC Sportfreunde Braunschweig |      |   |   |   |       |     |
| 7.     | SV 07 Braunschweig           |      |   |   |   |       |     |
| 8.     | Peiner SV Merkur/Komet       |      |   |   |   |       |     |

|  | Kampioen                 |
|  | Geplaatst voor eindronde |